# Czarnoksiężnik z krainy Oz (film 1978)
Czarnoksiężnik z krainy Oz – amerykański musical z 1978 roku na podstawie powieści L. Frank Bauma i musicalu scenicznego Williama F. Browna. Tym razem baśń o czarnoksiężniku z Oz toczy się współcześnie w mieście, a jej bohaterką jest czarnoskóra 24-letnia nauczycielka.

## Obsada
- Diana Ross jako Dorotka
- Michael Jackson jako Strach na Wróble
- Nipsey Russell jako Blaszany Człowiek
- Ted Ross jako lew Fleetwood Coupe de Ville
- Richard Pryor jako Czarnoksiężnik / Herman Smith
- Theresa Merritt jako ciocia Em
- Stanley Greene jako wujek Henry
- Lena Horne jako Glinda
- Mabel King jako Evillene
- Thelma Carpenter jako Panna One

i inni

## Nagrody i nominacje
Oscary za rok 1978
- Najlepsze zdjęcia – Oswald Morris (nominacja)
- Najlepsza scenografia i dekoracje wnętrz – Tony Walton, Philip Rosenberg, Edward Stewart, Robert Drumheller (nominacja)
- Najlepsze kostiumy – Tony Walton (nominacja)
- Najlepsza adaptacja muzyki – Quincy Jones (nominacja)

Nagrody Saturn 1978
- Najlepszy film fantasy (nominacja)
- Najlepsze kostiumy – Tony Walton (nominacja)
- Najlepsza charakteryzacja – Stan Winston (nominacja)
- Najlepsze efekty specjalne – Albert Whitlock (nominacja)
- Najlepsza aktorka – Diana Ross (nominacja)
- Najlepszy aktor drugoplanowy – Michael Jackson (nominacja)
- Najlepsza aktorka drugoplanowa – Mabel King (nominacja)